# Automovilismo en la Unión Soviética
Por automovilismo en la Unión Soviética se entiende a las numerosas pruebas automovilísticas que tuvo el país socialista. Muchos de los fabricantes de vehículos de carreras también lo eran de coches para el pueblo: Škoda, ZIL, Moskvitch, GAZ, etc. Las pruebas más importantes en el panorama comunista eran la copa de la Amistad entre Países Socialistas (FSCC), que se disputó entre 1964 y 1990, y la Fórmula 1 soviética, entre 1960 y 1974.

## FSCC
Se creó el año 1963 impulsada por Polonia. Al principio participaban pilotos búlgaros, checos, húngaros y de Alemania del Este. No había equipos como en la Fórmula 1 sino que competían por países.